# ماه‌گرفتگی (فیلم ۱۹۹۹)
ماه‌گرفتگی (چینی: 月蚀، انگلیسی: Lunar Eclipse)؛ یک فیلم درام محصول کشور چین به کارگردانی وانگ کوانان با بازی یو نان است که در سال ۱۹۹۹ میلادی منتشر شد. بر خلاف دو فیلم بعدی کوانان که در جوامع روستایی متمرکز است، ماه‌گرفتگی یک درام شهری دربارهٔ یک زن و شوهر تازه ازدواج کرده است.